# Ataraxia (band)

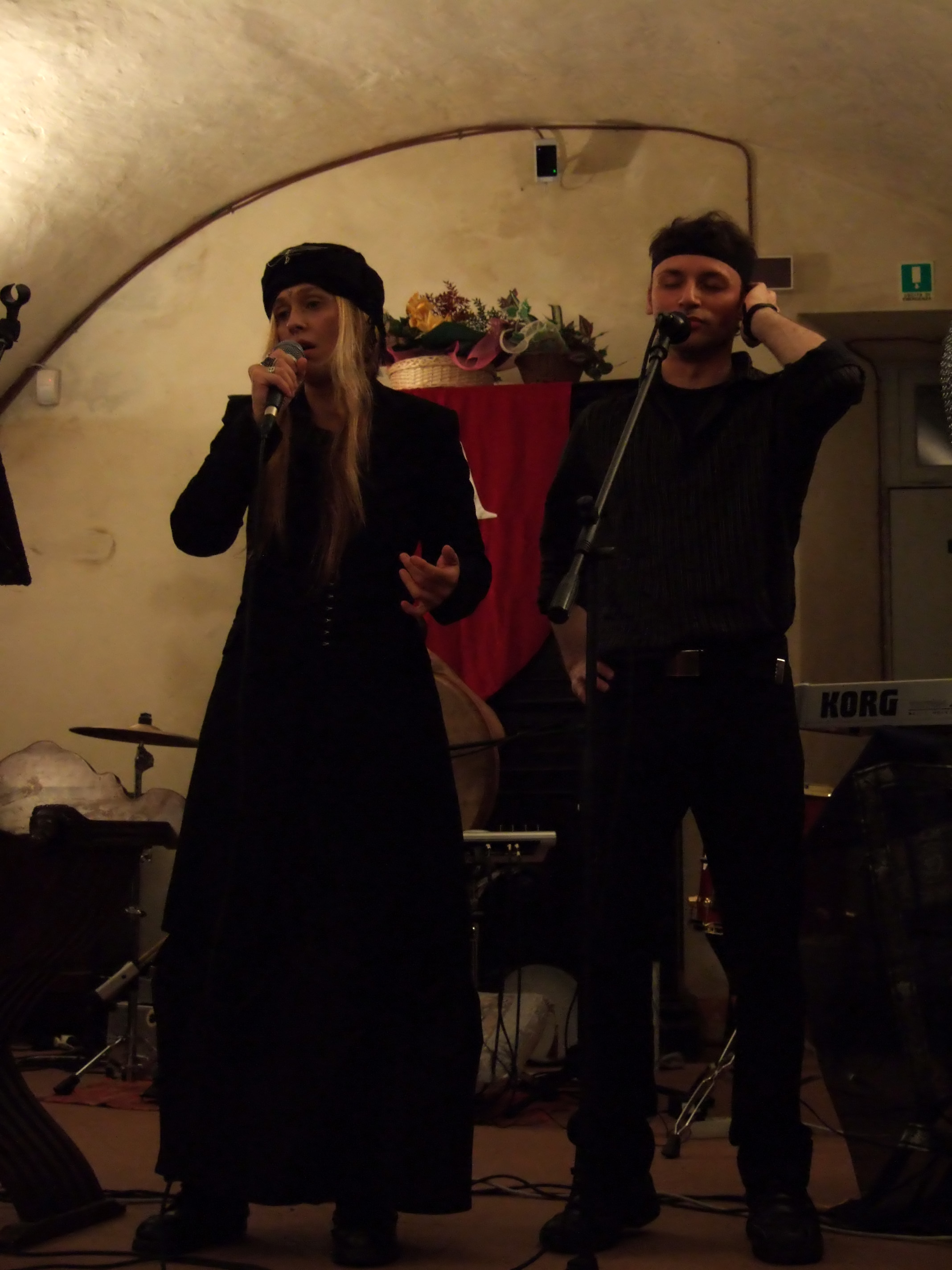
Ataraxia live.

Ataraxia is een Italiaanse darkwavegroep van neoklassieke strekking, die in 1985 in Modena werd opgericht. De Griekse naam van de band verwijst naar een toestand van hedonistische zorgeloosheid.
Oorspronkelijk was Ataraxia een typisch waveproject, met elektrische gitaar, synthesizer, slagwerk en basgitaar. In de loop van de jaren negentig ontwikkelde zich de stijl richting folk; de band begon de traditionele wave-instrumenten te combineren met elementen uit de oude muziek. Francesca Nicola is de zangeres en bespeelt de fluit en de cymbalen, Vittorio Vandelli bedient de synthesizer en de akoestische gitaar, Giovanni Pagliari bespeelt het keyboard en Ricardo Spaggiari zorgt voor de percussie. Vandelli en Pagliari zingen eveneens.
De teksten van Ataraxia zijn vaak in het Latijn en het Oudgrieks; de bandleden verrichten onderzoek naar antieke mythen en treden vaak op plaatsen op waarvan ze beweren dat die een 'spirituele kracht' bezitten. Op die wijze pogen ze een symbiose tussen oude en nieuwe muziek te creëren. Sedert hun oprichting in de jaren tachtig hebben ze circa 20 albums uitgebracht.

## Discografie
- 1994 Simphonia sine Nomine
- 1994 Ad perpetuam rei memoriam
- 1995 La malédiction d'Ondine
- 1995 The moon sang on the April chair
- 1995 In amoris mortisque
- 1996 Il fantasma dell'Opera
- 1996 Concerto N.6
- 1998 Historiae
- 1998 Orlando (maxi-cd)
- 1998 Os cavaleiros do templo – Live in Portugal (met video)
- 1999 Lost Atlantis
- 2001 Sueños
- 2001 A Calliope, collection
- 2002 Mon Seul Désir
- 2003 Des Paroles Blanches (single)
- 2004 Saphir
- 2005 Odos eis Ouranon
- 2005 Arcana Eco
- 2006 Paris Spleen (met Madame Bistouri en Circuz KumP)
- 2007 Kremasta Nera
- 2007 Sous Le Blanc Rozier (compilatie)